# Guus Vleugel
Augustinus (Guus) Vleugel (Goes, 29 april 1932 - Amsterdam, 12 augustus 1998) was een tekstdichter, toneelschrijver en schrijver van (cabaret)liedjes en romans. Hij werd met name bekend als vaste tekstschrijver van het cabaret Lurelei en Jasperina de Jong.

## Jeugd en studentenjaren
Guus Vleugel wordt op 29 april 1932 geboren in Goes. Hij is de jongste in een gezin van tien kinderen (negen jongens en één meisje). Zijn vader is bakker van beroep en tevens ouderling in de Hervormde Kerk. Guus groeit op in een plichtsgetrouw en religieus gezin. Hij ontdekt gaandeweg zijn jeugd dat hij zich daarin niet thuisvoelt. De band met zijn vader is niet goed en ook heeft de eenkennige Guus weinig aansluiting met andere kinderen. Het dichten begint al in zijn jeugd en op het gymnasium in Middelburg zet dit door. Samen met een klasgenoot schrijft hij gedichten, een roman en filosofeert hij over literatuur. Het leven in Zeeland benauwt hem ondertussen zodanig dat hij er weg wil. Hij vertrekt na zijn eindexamen op het gymnasium naar Parijs. Daar gaat een wereld voor hem open: hij geniet er van kunst, literatuur en uitgaan in de homoscene. Na een tijdje in Parijs te hebben gewoond komt hij terug naar Nederland. Een leven in Zeeland opbouwen is geen optie meer. Als excuus om niet meer in Zeeland te wonen begint hij daarom aan de Universiteit van Amsterdam een studie Franse taal- en letterkunde. Vleugel verhuist van kamer naar kamer en geniet ondertussen van het leefklimaat in Amsterdam, van alle vrijheden en begeeft zich in het artistieke en literaire leven. 
De studie breekt hij voortijdig af. Bij het schrijven van gedichten verschuift zijn belangstelling gaandeweg naar meer verhalende gedichten, lied- en cabaretteksten. Voor het Parool en de Telegraaf schrijft hij kinderversjes en -verhaaltjes en columns (cursiefjes). Wim Sonneveld vraagt hem in 1954 twee nieuwe liedjes te schrijven voor Conny Stuart, de ster van zijn cabaret. Guus schrijft voor Sonnevelds programma "Waar de blanke top..." voor Stuart de liedjes Ik praat niet met de mensen mee en Diep in mijn hart ben ik geen dame. Deze nummers vallen in de smaak. De invloed van Vleugels grote voorbeeld Annie M.G. Schmidt is er goed in te horen. Voet aan de grond krijgen als tekstdichter en daarvan kunnen leven lukt hem nog niet in deze periode. In de tweede helft van de jaren 1950 zwerft Vleugel als hij geen werk heeft af en toe door Frankrijk en Portugal. Wanneer hij in Amsterdam is werkt hij aan losse opdrachten, onder andere liedjes voor de radio en nieuwe cabaretprogramma's van Sonneveld. Hij laat ook een andere kant van zijn talent zien en debuteert als dichter. Onder het pseudoniem Guus Valleide publiceert hij in 1956 Zon, maan en hun verwend publiek en in datzelfde jaar volgt Een kleine luiheid met linosneden van Gerard Bruning. De bundel Fluitles wordt in 1958 uitgegeven. In hetzelfde jaar schrijft hij voor het cabaretgezelschap van Karin Larsen de musical Oh Venus, hij werkt hiervoor samen met componist Harry Bannink. Ook schrijft hij voor de KRO eind 1958 de Sinterklaasmusical Vlooienspel. Eind jaren 1950 ziet Vleugel in Londen Brits cabaret dat hem meer aanspreekt dan het nette en vrij brave Nederlands cabaret.

## Lurelei
Begin jaren zestig stijgt de ster van Guus Vleugel als schrijver van cabaretliedjes. Eric Herfst en Ben Rowold, de oprichters van Kabaret Lurelei, vragen Vleugel teksten voor de groep aan te leveren. Vleugel stemt uiteindelijk toe en verbindt zich aan de groep omdat hij onder de indruk is geraakt van Jasperina de Jong, in wie hij een perfecte vertolkster voor zijn liedteksten ziet. Van 1962 tot 1968 is hij de vaste tekstschrijver van Lurelei. De groep wordt gedragen door Herfst, De Jong en Vleugel. Veel teksten schoppen tegen heilige maatschappelijke huisjes, taboes en religie. Enkele scherpe, sarcastische nummers als God is niet dood en In kerkelijk verband leveren Kamervragen, boze brieven en afkeurende krantencommentaren op. Voor het nummer Arme ouwe, waarin de toenmalige koningin Juliana wordt bezongen door een provo die toch maar geen rookbom naar de Gouden Koets gooit omdat de koningin hem zo vertederend aan z'n moeder doet denken, volgt zelfs een proces-verbaal voor majesteitsschennis. Het succes van de groep groeit en is midden jaren zestig op zijn hoogtepunt. Meer en meer richt Vleugel zich op de ster van Lurelei, Jasperina de Jong en ontwikkelt zich als haar lijfschrijver. Als zij de groep verlaat omdat ze haar vleugels verder uit wil slaan in grotere zalen en op ander gebied, volgt Vleugel ook. Samen met componist Ruud Bos schrijft hij voor De Jong de Lurelei-musical De stunt. De opvoering is echter geen groot succes. De musical over Lila (Jasperina de Jong) en de hippe Amsterdamse kapper Nero (Willem Nijholt) bevat controversiële onderwerpen als LSD-gebruik en een progressieve seksuele moraal en dat blijkt buiten de hoofdstad zijn tijd ver vooruit. De musical wordt te "Amsterdams" bevonden. Buiten Amsterdam blijven de zalen vaak grotendeels leeg wat ertoe leidt dat de musical voortijdig stopt. De Jong krijgt vervolgens de hoofdrol in de musical Sweet Charity en Vleugel richt zich op het schrijven van een "televisiestrip" voor Lurelei, genaamd Rust noch duur, met in iedere aflevering een aantal liedjes voor Jasperina de Jong. Na twaalf afleveringen valt het doek voor de KRO-serie. Een nieuwe uitdaging lonkt; Vleugel zal voor De Jong een eigen theatershow te gaan schrijven. Samen met Eric Herfst brainstormt hij over ideeën. Samen werken ze nachtenlang aan de show en is Herfst de stimulans achter zijn tekstproductie. Vleugel komt namelijk zelf erg moeilijk tot schrijven en heeft steeds meer last van depressieve buien.

## De jaren zeventig
Kabaret Lurelei is na het vertrek van Jasperina de Jong en Guus Vleugel uiteengevallen. Vleugel schrijft in 1970 de liedjes en sketches voor de De Jasperina Show en in 1972 volgt Jasperina's grote egotrip. Met name over de  eerstgenoemde show zijn de kritieken lovend. Beide shows tonen de kwaliteit van de teksten van Vleugel, waarvan sommige in combinatie met de zang van Jasperina de Jong en muziek van Joop Stokkermans tot klassiekers van het Nederlandse kleinkunstlied uit zullen groeien, zoals uit De Jasperina Show de nummers De non (Roll another one), Je laat ze echt niet in de steek en Meisje uit de provincie in het Magies Sentrum en uit Jasperina's grote egotrip de nummers Dobbe, dobbe, dobbe, Abah abortus en De man die zelfmoord wilde plegen. Vleugel staat inmiddels bekend als lijfschrijver van Jasperina de Jong. Hij wordt geprezen om zijn rake liedteksten met vaak naast vilein sarcasme en ironie ook enige ontroering. Zijn teksten vinden in Jasperina de Jong de perfecte vertolkster en in Joop Stokkermans de perfecte componist. Tussen beide theaterprogramma's voor De Jong in schrijft Vleugel in 1971 voor Lurelei ook het matig ontvangen theaterprogramma Moeder, er komt een bevolkingseksplosie. Ja kind, dat zal me een klap geven met o.a. Ronny Bierman en Marnix Kappers. De Jong werkt niet mee omdat zij het tweede seizoen van De Jasperina Show speelt. In 1971 krijgt Vleugel een Gouden Harp voor De Jasperina Show en in 1973 de Van der Hoogtprijs voor zijn oeuvre. In de samenwerking tussen Vleugel en De Jong gaat het echter mis. Vleugel heeft steeds vaker last van depressies en komt steeds moeilijker tot schrijven. Soms is hij plotseling dagen onbereikbaar. Regelmatig zijn zijn teksten te laat of pas op het allerlaatste moment af. De depressies resulteren enkele malen in een zelfmoordpoging. Hij zou (samen met Annie M.G. Schmidt) een nieuwe musical ter gelegenheid van het 700-jarig bestaan van de Amsterdam gaan schrijven, getiteld Badeloch. Hierin zou Jasperina de Jong de hoofdrol spelen. Vleugel geeft deze opdracht echter terug nadat hij begin 1974 een ernstige psychische inzinking krijgt. Zich tot schrijven zetten lukt niet meer. Hij heeft absolute rust nodig. Na het teruggeven van de opdracht verbreekt Vleugel ook plotseling de jarenlange artistieke relatie met Jasperina de Jong. Daarmee komt een einde aan een jarenlange hechte samenwerking met het echtpaar Herfst. Vleugel wil af van zijn lijfschrijverschap en heeft ook geen zin meer in cabaret en theater omdat hij herhaling van thema's vreest. Tegen alle taboes en heilige huisjes is al wel geschopt en bovendien blijkt de tijdgeest in de jaren '70 erg veranderd. Na de breuk trekt Vleugel zich terug en verdwijnt op de achtergrond. Hij denkt erover nooit meer te schrijven, maar Annie M.G. Schmidt, in wie hij altijd al zijn grote voorbeeld zag, weet hem uiteindelijk toch over te halen en samen met haar te gaan werken aan een nieuwe cabaretvoorstelling. Dit wordt in 1975 "Je moet ermee leren leven", een soort cabaret in revuestijl, met daarin o.a. Conny Stuart, Sylvia de Leur en Jenny Arean. Het wordt een matig succes. De critici zijn verdeeld over de kwaliteit. 
Vleugel lijdt onder de verbroken artistieke relatie met Jasperina de Jong. De samenwerking zal echter nooit meer hersteld worden. De Jong heeft inmiddels in Ivo de Wijs een nieuwe, vaste tekstschrijver gevonden en zij slaat een nieuwe weg in. Vleugel schrijft in 1976 zijn eerste roman Het schuldgevoel. Twee jaar later leert hij de toneelschrijver Ton Vorstenbosch kennen, met wie hij een relatie krijgt. Vleugel bloeit op en beiden gaan ook samenwerken. Vleugels teksten zullen echter nooit meer het oude niveau halen. 

## De jaren tachtig
Voor cabaretier Frans Halsema schrijft Vleugel teksten voor de voorstelling Je moet er geweest zijn. Ook doet hij een nieuwe poging in cabaret en verzamelt hiertoe een paar beginnende cabaretiers om zich heen. In 1981 schrijft hij voor hen de voorstelling ‘Verwende krengen’. Het wordt geen succes. De teksten missen de scherpte en het venijn van die uit de tijd met Lurelei en Jasperina de Jong. De recensies in de kranten zijn lauw. Er komt geen vervolg. Wel succesvol is hij met de teksten die hij tussen 1982 en 1988 voor Herman van Veen schrijft. Vleugel schrijft met zijn partner in de eerste helft van de jaren '80 ook enkele toneelstukken. In 1982 gaat De miraculeuze comeback van Mea L. Loman in première. In 1983 volgen Schandaal in Holland en Sterke drank in Oud-Zuid, waarna in 1985 In de dromocratie volgt. Vleugel schrijft in deze periode ook zijn tweede roman. In de sleutelroman Een valse nicht (1985) beschrijft hij op humoristische wijze het leven van een Amsterdamse homoseksueel die zich in literaire kringen begeeft. De hoofdpersoon in het boek (Luc Lewedorp) is Vleugel zelf. 

## De jaren negentig
In 1990 volgt nog het toneelstuk De midlifecrisis van Harde Harry. Verder is Vleugel in deze jaren actief als columnist voor HP/De Tijd. Zijn columns verschijnen onder de titel Mal du Siècle. Geliefd onderwerp in deze columns is de Nederlandse literatuur en journalistiek. Hij uit in de columns scherpe kritiek op (soms bevriende) schrijvers en televisiemakers, wat hem vaak niet in dank wordt afgenomen. Verder richt hij zich op het schrijven van toneelstukken en musicals. In 1996 schrijft hij samen met zijn partner Ton Vorstenbosch het toneelstuk Srebrenica . Het stuk wordt lovend ontvangen. Dat is helaas niet het geval met de musical Facelift (1998), een satire op de cosmetische trends onder welgestelde dames. Het stuk wordt door de pers gekraakt. Korte tijd later wordt Vleugel ziek. Een longontsteking blijkt een ongeneeslijke vorm van longkanker te zijn. Vleugel wil geen lijdensweg en neemt in samenspraak met zijn partner een definitief besluit. Al twee weken later (op 12 augustus 1998) overlijdt hij op 66-jarige leeftijd. Na zijn overlijden voltooit zijn partner de politieke satire Angst en ellende in het rijk van Kok waaraan ze samen al hadden gewerkt. Het stuk over de kloof tussen politici en het gewone volk met betrekking tot homo- en vrouwenemancipatie in de multiculturele (en multireligieuze) maatschappij gaat in april 1999 in première. 
- Bibliothèque nationale de France: cb14410674t (data)
- Digitale Bibliotheek voor de Nederlandse Letteren: vleu001
- Gemeinsame Normdatei: 172435145
- International Standard Name Identifier: 0000 0000 8066 0797
- Library of Congress Control Number: n91109819
- MusicBrainz: 5b80b51d-5b84-4d8a-bb3b-29a50c6caf0a
- Nederlandse Thesaurus van Auteursnamen: 070258171
- Virtual International Authority File: 122218340
- WorldCat: E39PCjH4y3rxfghcWVRgtPpRTd